# دوگو سلو
دوگو سِلو (به کرواتی: Dugo Selo) شهری در زاگرب کشور کرواسی است که جمعیت آن در سال ۲۰۱۱ میلادی ۱۳٬۶۰۹ نفر بوده‌است.